# Smoke (1995)
Smoke är en amerikansk indie-dramafilm från 1995 i regi av Wayne Wang och Paul Auster. Auster stod även för manus. Rollerna spelas av bland andra Harvey Keitel, William Hurt, Giancarlo Esposito, Forest Whitaker, Stockard Channing och Ashley Judd.
Filmen är inspelad i New York och hade premiär i USA den 9 juni 1995. Den hade svensk premiär den 22 september 1995 och är tillåten från 7 år.

## Rollista (urval)
- Harvey Keitel - Augustus "Auggie" Wren, tobakist
- William Hurt - Paul Benjamin, romanförfattare
- Harold Perrineau - Thomas "Rashid" Jefferson Cole
- Forest Whitaker - Cyrus Cole
- Stockard Channing - Ruby McNutt
- Ashley Judd - Felicity
- José Zúñiga - Jerry
- Stephen Gevedon - Dennis
- Billy Martin - musiker (ej krediterad)

## Utmärkelser
- 1995 - Filmfestivalen i Berlin - Silverbjörnen - Juryns specialpris Wayne Wang och Harvey Keitel
- 1996 - Bodil - Bästa amerikanska film, Paul Auster och Wayne Wang
- 1996 - David - Bästa utländska skådespelare, Harvey Keitel
- 1996 - Tyska Filmpriset - Bästa utländska film, Wayne Wang
- 1996 - Independent Spirit Award - Bästa debut, Paul Auster
- 1996 - MTV Movie Award - Bästa smörgås för skinka- och ostsmörgåsen
- 1996 - Robert - Årets utländska spelfilm, Wayne Wang